# Мало Баваниште
Мало Баваниште је насељено место у општини Ковин, у јужнобанатском округу, у Војводини, Србија. Налази се у непосредној близини Дунава, на лесно-пешчаном узвишењу Сигет. Локалним путем је спојено са селом Гај (дужине 8.3 км) а некатегорисаним али асфалтираним путем са Ковином.
Насељавање и изградња је почела 1947. године. Највећи број становника је досељен из источне Србије. Има, према попису из 2022. године, 228 становника који се баве искључиво пољопривредом.
У близини Малог Баваништа се налази јединствени рудник угља, лигнита, код кога се угаљ ископава из корита реке Дунав помоћу специјалног брода-багера. Цела ова област богата лигнитом у плитким слојевима се назива костолачко-ковински лигнитски басен.

## Популација и бројније етничке групе
| Година | Укупно | Срби   | Мађари | Румуни | Црногорци | Југословени | Власи | Немци | Остали |
| 1991.  | 522    | 95.78% | 1.91%  | 0.57%  | 0.19%     | 0.95%       | 0.00% | 0.19% | 0.54%  |

У насељу Мало Баваниште живи 331 пунолетни становник, а просечна старост становништва износи 41,8 година (40,7 код мушкараца и 42,9 код жена). У насељу има 136 домаћинстава, а просечан број чланова по домаћинству је 3,09.
Ово насеље је великим делом насељено Србима (према попису из 2002. године), а у последња три пописа, примећен је пад у броју становника.
|  |

| Демографија | Демографија | Демографија |
| Година      | Становника  | Становника  |
| ----------- | ----------- | ----------- |
| 1948.       | 315         |             |
| 1953.       | 277         |             |
| 1961.       | 422         |             |
| 1971.       | 694         |             |
| 1981.       | 621         |             |
| 1991.       | 522         | 466         |
| 2002.       | 420         | 493         |
| 2011.       | 332         |             |

| Етнички састав према попису из 2002.‍ | Етнички састав према попису из 2002.‍ | Етнички састав према попису из 2002.‍ | Етнички састав према попису из 2002.‍ | Етнички састав према попису из 2002.‍ |
| ------------------------------------ | ------------------------------------ | ------------------------------------ | ------------------------------------ | ------------------------------------ |
|                                      |                                      |                                      |                                      |                                      |
| Срби                                 | Срби                                 |                                      | 396                                  | 94,28%                               |
| Власи                                | Власи                                |                                      | 11                                   | 2,61%                                |
| Румуни                               | Румуни                               |                                      | 5                                    | 1,19%                                |
| Мађари                               | Мађари                               |                                      | 5                                    | 1,19%                                |
| Црногорци                            | Црногорци                            |                                      | 1                                    | 0,23%                                |
| Хрвати                               | Хрвати                               |                                      | 1                                    | 0,23%                                |
| Словаци                              | Словаци                              |                                      | 1                                    | 0,23%                                |
| непознато                            | непознато                            |                                      | 0                                    | 0,0%                                 |

| Година пописа     | 1948. | 1953. | 1961. | 1971. | 1981. | 1991. | 2002. |
| ----------------- | ----- | ----- | ----- | ----- | ----- | ----- | ----- |
| Број домаћинстава | 90    | 87    | 132   | 195   | 177   | 157   | 136   |

| Број чланова      | 1  | 2  | 3  | 4  | 5  | 6 | 7 | 8 | 9 | 10 и више | Просек |
| ----------------- | -- | -- | -- | -- | -- | - | - | - | - | --------- | ------ |
| Број домаћинстава | 29 | 38 | 19 | 20 | 12 | 9 | 8 | 1 | 0 | 0         | 3,09   |

| Пол    | Укупно | Неожењен/Неудата | Ожењен/Удата | Удовац/Удовица | Разведен/Разведена | Непознато |
| ------ | ------ | ---------------- | ------------ | -------------- | ------------------ | --------- |
| Мушки  | 175    | 69               | 91           | 10             | 5                  | 0         |
| Женски | 168    | 37               | 92           | 32             | 7                  | 0         |
| УКУПНО | 343    | 106              | 183          | 42             | 12                 | 0         |

| Пол    | Укупно                    | Пољопривреда, лов и шумарство | Рибарство                            | Вађење руде и камена | Прерађивачка индустрија       |
| ------ | ------------------------- | ----------------------------- | ------------------------------------ | -------------------- | ----------------------------- |
| Мушки  | 133                       | 124                           | 0                                    | 0                    | 3                             |
| Женски | 69                        | 66                            | 0                                    | 0                    | 0                             |
| УКУПНО | 202                       | 190                           | 0                                    | 0                    | 3                             |
| Пол    | Производња и снабдевање   | Грађевинарство                | Трговина                             | Хотели и ресторани   | Саобраћај, складиштење и везе |
| Мушки  | 0                         | 2                             | 1                                    | 0                    | 1                             |
| Женски | 0                         | 0                             | 0                                    | 0                    | 0                             |
| УКУПНО | 0                         | 2                             | 1                                    | 0                    | 1                             |
| Пол    | Финансијско посредовање   | Некретнине                    | Државна управа и одбрана             | Образовање           | Здравствени и социјални рад   |
| Мушки  | 0                         | 0                             | 2                                    | 0                    | 0                             |
| Женски | 0                         | 0                             | 1                                    | 1                    | 1                             |
| УКУПНО | 0                         | 0                             | 3                                    | 1                    | 1                             |
| Пол    | Остале услужне активности | Приватна домаћинства          | Екстериторијалне организације и тела | Непознато            | Непознато                     |
| Мушки  | 0                         | 0                             | 0                                    | 0                    | 0                             |
| Женски | 0                         | 0                             | 0                                    | 0                    | 0                             |
| УКУПНО | 0                         | 0                             | 0                                    | 0                    | 0                             |